# Nicholls Town
Nicholls Town ou Cidade de Nichools (em português) é uma cidade situada no distrito de North Andros, Bahamas.